# Dezső Béla
Dezső Béla (Gátalja, 1909. március 24. – Temesvár, 1937. június 6.) magyar nemzetiségű román válogatott labdarúgó, csatár. A román sportsajtóban Adalbert Deșu néven szerepelt.

## Pályafutása

### A válogatottban
1929 és 1930 között hat alkalommal szerepelt a román válogatottban és három gólt szerzett. Részt vett az 1930-as világbajnokságon.

## Statisztika

### Mérkőzései a román válogatottban
| Románia | Románia              | Románia          | Románia     | Románia  | Románia     | Románia            | Románia | Románia |
| #       | Dátum                | Helyszín         | Hazai       | Eredmény | Vendég      | Kiírás             | Gólok   | Esemény |
| ------- | -------------------- | ---------------- | ----------- | -------- | ----------- | ------------------ | ------- | ------- |
| 1.      | 1929. szeptember 15. | Szófia           | Bulgária    | 2 – 3    | Románia     | barátságos         | 1       | 67'     |
| 2.      | 1929. október 6.     | Bukarest         | Románia     | 2 – 1    | Jugoszlávia | Balkán-kupa        | -       |         |
| 3.      | 1930. május 4.       | Belgrád          | Jugoszlávia | 2 – 1    | Románia     | Sándor király-kupa | 1       | 72'     |
| 4.      | 1930. május 25.      | Bukarest         | Románia     | 8 – 1    | Görögország | Balkán-kupa        | -       |         |
| 5.      | 1930. július 14.     | Montevideo (URU) | Románia     | 3 – 1    | Peru        | vb-csoportkör      | 1       | 1'      |
| 6.      | 1930. július 21.     | Montevideo       | Uruguay     | 4 – 0    | Románia     | vb-csoportkör      | -       |         |
|         | Összesen             |                  |             | 6        | mérkőzés    |                    | 3       | gól     |